# Thamnobryum
Thamnobryum és un gènere de molses de la família Neckeraceae (anteriorment considerat dins de la seva pròpia família Thamnobryaceae). És de distribució subcosmopolita. Sovint creixen en roques. Té unes 42 espècies 3 de les quals creixen a Europa.

## Algunes espècies
- Thamnobryum alopecurum
- Thamnobryum angustifolium, (Holt) Crundw.
- Thamnobryum fernandesii, (Sergio) Ochyra
- Thamnobryum neckeroides
- Thamnobryum subserratum